# Festival olympique de la jeunesse européenne 2022
Navigation
Bakou 2019 Maribor 2023
Le Festival olympique de la jeunesse européenne 2022 se déroule du 24 au 30 juillet 2022 à Banská Bystrica, en Slovaquie. Les épreuves sont réservées aux sportifs âgés de 14 à  18 ans.
Ce sera la deuxième fois que la Slovaquie organise une édition du FOJE, après avoir organisé le FOJE d’hiver de Poprad Tatry en 1999.

## Organisation
Cette édition devait initialement se tenir du 24 juillet au 1er août 2021 mais le 7 mai 2020, il a été annoncé que les jeux seraient déplacés en 2022 à la suite de la pandémie de COVID-19.

## Sports
Le triathlon devait figurer pour la première fois au programme sportif mais, la commission a renoncé à son inclusion notamment parce que la conception des itinéraires cyclables a rencontré des problèmes de limitation des infrastructures de transport dans la ville.
Le badminton remplace la lutte.
| - Athlétisme - Badminton - Basket-ball - Cyclisme | - Gymnastique - Handball - Judo | - Natation - Tennis - Volley-ball |

## Calendrier des compétitions
| CO | Cérémonie d'ouverture | ● | Compétitions | 1 | Finales | CC | Cérémonie de clôture |

| Juillet                | 24 Dim | 25 Lun | 26 Mar | 27 Mer | 28 Jeu | 29 Ven | 30 Sam | Médaille d'or |
| ---------------------- | ------ | ------ | ------ | ------ | ------ | ------ | ------ | ------------- |
| Cérémonies             | OC     |        |        |        |        |        | CC     |               |
| Gymnastique artistique |        |        | 2      | 2      | 1      | 5      | 5      | 15            |
| Athlétisme             |        | 1      | 7      | 5      | 9      | 13     | 5      | 40            |
| Badminton              |        | ●      | ●      | ●      | 2      | ●      | 1      | 3             |
| Basket-ball            |        | ●      | ●      | ●      |        | ●      | 2      | 2             |
| Cyclisme               |        |        | 2      |        |        | 2      |        | 4             |
| Handball               |        | ●      | ●      | ●      |        | ●      | 2      | 2             |
| Judo                   |        |        | 4      | 4      | 4      | 4      | 1      | 17            |
| Natation               |        | 2      | 8      | 6      | 5      | 11     |        | 32            |
| Tennis                 |        | ●      | ●      | ●      | ●      | 3      |        | 3             |
| Volley-ball            |        | ●      | ●      | ●      |        | ●      | 2      | 2             |
| Total events           |        | 3      | 23     | 17     | 21     | 35     | 21     | 120           |
| Total cumulé           |        | 3      | 26     | 43     | 64     | 102    | 120    | 120           |
| Juillet                | 24 Dim | 25 Lun | 26 Mar | 27 Mer | 28 Jeu | 29 Ven | 30 Sam | Médaille d'or |

## Nations participantes
49 nations participent à la compétition. La Russie et la Biélorussie ont fait l'objet de sanction à la suite de l'Invasion de l'Ukraine par la Russie.
L'athlète réfugié Molham Hawana, originaire de Syrie et à l'époque basé en Autriche, a concouru à l'épreuve de javelot en tant qu'équipe réfugié olympique.
| - Albanie (11) - Andorre (3) - Arménie (19) - Autriche (47) - Azerbaïdjan (33) - Belgique (51) - Bosnie-Herzégovine (7) - Bulgarie (46) - Croatie (76) - Chypre (27) - Tchéquie (72) - Danemark (43) - EOC (1) - Estonie (40) - Finlande (56) - France (84) - Géorgie (28) | - Allemagne (127) - Royaume-Uni (40) - Grèce (46) - Hongrie (95) - Islande (38) - Irlande (33) - Israël (46) - Italie (96) - Kosovo (13) - Lettonie (34) - Liechtenstein (2) - Lituanie (55) - Luxembourg (21) - Malte (3) - Moldavie (19) - Monaco (2) - Monténégro (16) | - Pays-Bas (30) - Macédoine du Nord (3) - Norvège (30) - Pologne (95) - Portugal (63) - Roumanie (92) - Saint-Marin (5) - Serbie (59) - Slovaquie (149) - Slovénie (98) - Espagne (87) - Suède (26) - Suisse (34) - Turquie (105) - Ukraine (46) |

## Liste des médaillés

### Athlétisme
Garçons
| Épreuves                  | Or                                                                       | Or          | Argent                                                      | Argent      | Bronze                                                                | Bronze       |
| ------------------------- | ------------------------------------------------------------------------ | ----------- | ----------------------------------------------------------- | ----------- | --------------------------------------------------------------------- | ------------ |
| 100 m                     | Zalán Deák                                                               | 10.59 PB    | Ylann Bizasene                                              | 10.72 =PB   | Daniel Casado                                                         | 10.77 =PB    |
| 200 m                     | William Trulsson                                                         | 21.07       | Danielus Vasiliauskas                                       | 21.56 PB    | Radosław Lach                                                         | 21.61        |
| 400 m                     | Noam Mamu                                                                | 47.60 PB    | Fabián Vidal                                                | 48.66       | Matthew Galea Soler                                                   | 48.84 PB     |
| 800 m                     | Yanis Vanlanduyt                                                         | 1:56.96     | Žan Ogrinc                                                  | 1:57.98     | Nuno Cordeiro                                                         | 1:58.57      |
| 1500 m                    | Latena Cervone                                                           | 4:02.30     | Albert Szirbek                                              | 4:02.69     | Seán Cronin                                                           | 4:02.81      |
| 3000 m                    | Karl Ottfalk                                                             | 8:23.80     | Lucian Ștefan                                               | 8:28.13 PB  | Vittore Simone Borromini                                              | 8:28.55 PB   |
| 110 m haies               | Matyáš Zach                                                              | 13.60       | Janko Kišak                                                 | 13.74 PB    | Iker Moreno                                                           | 13.77 PB     |
| 400 m haies               | Wassim Taouil                                                            | 52.93 PB    | Samuel Jönsson                                              | 52.95 PB    | Kacper Uliński                                                        | 53.76 PB     |
| 2000 m steeplechase       | Mario Palencia                                                           | 5:46.94 PB  | Jan Škarban                                                 | 5:47.96 PB  | Alin Șavlovschi                                                       | 5:50.91 PB   |
| Medley relay              | Pologne Tomasz Bajraszewski Radosław Lach Rafał Dziewięcki Jakub Szarapo | 1:53.70     | Hongrie Ádám Trenka Zalán Deák Dániel Alexovics Péter Fodor | 1:55.43     | Espagne Iker Moreno Daniel Casado Íñigo Alfonso Burguete Fabián Vidal | 1:55.80      |
| 5000 m marche             | Daniel Monfort                                                           | 21:22.02 PB | Nick Joel Richardt                                          | 22:02.70 PB | Matteo Arisi                                                          | 22:02.71 PB  |
| Saut en hauteur           | Sebastian Antosiak                                                       | 2.06        | Elijah Pasquier                                             | 2.04        | Bubacar Júnior                                                        | 1.98 PB      |
| Saut à la perche          | Ylio Philtjens                                                           | 4.95 PB     | Pavlos Kriaras                                              | 4.90 PB     | Non-attribué                                                          | Non-attribué |
| Saut à la perche          | Ylio Philtjens                                                           | 4.95 PB     | Karl Kristjan Pohlak                                        | 4.90 PB     | Non-attribué                                                          | Non-attribué |
| Saut en longueur          | Petr Meindlschmid                                                        | 7.29 = PB   | Cristian Popescu                                            | 7.25 PB     | Nicholas Gavagni                                                      | 6.73         |
| Triple saut               | Ioannis Gkartsios                                                        | 15.19 PB    | Antranik Sarkis Ashdjian                                    | 14.66 PB    | Bojan Hadjitodorof                                                    | 14.59        |
| Lancer de poids (5 kg)    | Arnau Llorens                                                            | 16.67       | Marco Nardocci                                              | 16.55       | Denis Cutcovețchi                                                     | 15.93 PB     |
| Lancer de disque (1,5 kg) | Mihai Motorca                                                            | 57.12       | Zsombor Dobó                                                | 56.65       | Mico Lampinen                                                         | 56.59        |
| Lancer de marteau (5 kg)  | Ármin Szabados                                                           | 72.64       | Mico Lampinen                                               | 69.40 PB    | Ilia Ciui                                                             | 69.33        |
| Lancer de javelot         | Roch Krukowski                                                           | 74.63 PB    | Attila Herczeg                                              | 69.46 PB    | Štěpán Šípek                                                          | 66.63        |
| Decathlon                 | Alvar Nik Adler                                                          | 6977        | Atvars Ernests Paļulis                                      | 6790        | Milan Vích                                                            | 6604         |

Filles
| Épreuves                 | Or                                                                     | Or          | Argent                                                                | Argent      | Bronze                                                          | Bronze      |
| ------------------------ | ---------------------------------------------------------------------- | ----------- | --------------------------------------------------------------------- | ----------- | --------------------------------------------------------------- | ----------- |
| 100 m                    | Alice Pagliarini                                                       | 11.69       | Vita Penezić                                                          | 11.81 PB    | Ester Parohová                                                  | 11.87       |
| 200 m                    | Lara Jurčić                                                            | 24.05 PB    | Maria Jarosińska                                                      | 24.30       | Elisa Marcello                                                  | 24.33       |
| 400 m                    | Edanur Tulum                                                           | 54.41       | Lenka Gymerská                                                        | 55.23 PB    | Maria Capotă                                                    | 55.33 PB    |
| 800 m                    | Maša Rajić                                                             | 2:11.95     | Lorenza De Noni                                                       | 2.12.49     | Oliwia Bełczew                                                  | 2:12.51     |
| 1500 m                   | Ayça Fidanoğlu                                                         | 4:21.25     | Zuzana Wiernicka                                                      | 4:23.17     | Austra Ošiņa                                                    | 4:25.11 PB  |
| 3000 m                   | Viola Paoletti                                                         | 9:25.34 PB  | Edibe Yağız                                                           | 9:25.83 PB  | Carla Moreno                                                    | 9:32.07 PB  |
| 100 m haies              | Mia Wild                                                               | 13.46 PB    | Esther Sahlqvist                                                      | 13.56       | Sofia Pizzato                                                   | 13.62       |
| 400 m haies              | Olha Mashanienkova                                                     | 59.49 PB    | Alexandra Uță                                                         | 59.65       | Amelia Zochniak                                                 | 59.91 PB    |
| 2000 m steeplechase      | Greta Guerrero                                                         | 6:43.52 PB  | Karolína Jarošová                                                     | 6:47.62 PB  | Ceren Kılıç                                                     | 6:51.32 PB  |
| Medley relay             | Italie Alice Pagliarini Sofia Pizzato Valentina Vaccari Elisa Marcello | 2:11.27     | Pologne Maja Woźniak Maria Jarosińska Anastazja Kuś Julia Przewieźlik | 2:11.30     | Hongrie Petra Lalik Bori Rózsahegyi Angéla Ecser Sarolta Kriszt | 2:11.59     |
| 5000 m marche            | Léna Auvray                                                            | 22:55.52 PB | Aldara Meilán                                                         | 22:55.58 PB | Alexandra Kovács                                                | 23:17.79 PB |
| Saut en hauteur          | Jana Koščak                                                            | 1.84        | Nikolina Pejatović                                                    | 1.82 PB     | Iren Saraboyukova                                               | 1.80 PB     |
| Saut à la perche         | Evgenia-Maria Panagiotou                                               | 3.95 PB     | Emma Mészáros                                                         | 3.95 PB     | Anna Šimková                                                    | 3.80        |
| Saut en longueur         | Bori Rózsahegyi                                                        | 6.16        | Anna Ćurković                                                         | 5.99        | Viktorie Jánská                                                 | 5.73        |
| Triple saut              | Aurėja Beniušytė                                                       | 13.04 PB    | Tatiana Pereira                                                       | 12.51 PB    | Elena Argirova                                                  | 12.44 PB    |
| Lancer de poids (3 kg)   | Julia Michalowska                                                      | 16.23       | Karolína Machová                                                      | 15.87 PB    | Carmen Welling                                                  | 15.63 PB    |
| Lancer de disque (1 kg)  | Frieda Roberta Echterhoff                                              | 43.24       | Natálie Fišerová                                                      | 40.99       | Ana Visan                                                       | 39.47       |
| Lancer de marteau (3 kg) | Patricia Kamga                                                         | 65.92 PB    | Marie Rougetet                                                        | 61.95 PB    | Zuzana Štejfová                                                 | 61.53 PB    |
| Lancer de javelot        | Rebecca Nelimarkka                                                     | 51.69 PB    | Heti Väät                                                             | 49.95       | Gréta Illyés                                                    | 49.03 PB    |
| Heptathlon               | Lucia Acklin                                                           | 5416        | Viola Hambidge                                                        | 5383        | Maresa Hense                                                    | 5246        |

### Badminton
| Épreuves     | Or                                 | Argent                              | Bronze                                      |
| ------------ | ---------------------------------- | ----------------------------------- | ------------------------------------------- |
| Garçons      | Salomon Thomasen                   | Romeo Makboul                       | Mateusz Gołaś                               |
| Garçons      | Salomon Thomasen                   | Romeo Makboul                       | Pascal Lin Cheng                            |
| Filles       | Nella Nyqvist                      | Ravza Bodur                         | Maria Tommerup                              |
| Filles       | Nella Nyqvist                      | Ravza Bodur                         | Viltė Paulauskaitė                          |
| Double mixte | Turquie- Ravza Bodur - Bugra Atkas | Pologne- Mateusz Golas - Maja Janko | Danemark- Salomon Thomasen - Maria Tommerup |
| Double mixte | Turquie- Ravza Bodur - Bugra Atkas | Pologne- Mateusz Golas - Maja Janko | Allemagne- Luis Pongratz - Marie Stern      |

### Basket-ball
| Épreuves | Or     | Argent   | Bronze    |
| -------- | ------ | -------- | --------- |
| Garçons  | France | Lituanie | Allemagne |
| Filles   | France | Espagne  | Hongrie   |

### Gymnastique
| Épreuves                    | Or                                                     | Argent                                                      | Bronze                                             |
| Garçons                     | Garçons                                                | Garçons                                                     | Garçons                                            |
| --------------------------- | ------------------------------------------------------ | ----------------------------------------------------------- | -------------------------------------------------- |
| Concours général par équipe | Italie Tommaso Brugnami Davide Oppizzio Riccardo Villa | Royaume-Uni Oakley Banks Danny Crouch Reuben Ward           | Suisse Matteo Giubellini Jan Imhof Mirco Riva      |
| Concours général individuel | Radomyr Stelmakh                                       | Riccardo Villa                                              | Matteo Giubellini                                  |
| Sol                         | Danny Crouch                                           | Radomyr Stelmakh                                            | Amine Abaidi                                       |
| Cheval d'arçons             | Kristijonas Padegimas                                  | Radomyr Stelmakh                                            | Alfred Schwaiger                                   |
| Anneaux                     | Luis Il-Sung Melander                                  | Dmytro Prudko                                               | Paco Fernandes Henriques                           |
| Saut                        | Joona Reiman                                           | Bozhidar Zlatanov                                           | Tommaso Brugnami                                   |
| Barres parralèles           | Jukka Ole Nissinen                                     | Bozhidar Zlatanov                                           | Radomyr Stelmakh                                   |
| Barre fixe                  | Dmytro Dotsenko                                        | Danny Crouch                                                | Davide Oppizzio                                    |
| Filles                      |                                                        |                                                             |                                                    |
| Concours général par équipe | Roumanie Amalia Ghigoarta Sabrina Voinea Amalia Puflea | Allemagne Marlene Gotthardt Meolie Maria Jauch Helen Kevric | Italie Arianna Grillo July Marano Martina Pieratti |
| Concours général individuel | Helen Kevric                                           | Amalia Puflea                                               | Lilou Viallat                                      |
| Saut                        | Helen Kevric                                           | Ruby Evans                                                  | Sara Bergmann Jacobsen                             |
| Barres asymétriques         | Martina Pieratti                                       | Helen Kevric                                                | Meolie Maria Jauch                                 |
| Poutre                      | Amalia Puflea                                          | Anna Lashchevska                                            | Arianna Grillo                                     |
| Sol                         | Amalia Puflea                                          | Helen Kevric July Marano                                    | non attribué                                       |
| Mixte                       |                                                        |                                                             |                                                    |
| Paire                       | Italie Riccardo Villa Arianna Grillo                   | Allemagne Jukka Ole Nissinen Helen Kevric                   | Ukraine Radomyr Stelmakh Anna Lashchevska          |

### Handball
| Épreuves | Or        | Argent   | Bronze   |
| -------- | --------- | -------- | -------- |
| Garçons  | Allemagne | Danemark | Portugal |
| Filles   | Hongrie   | Danemark | Norvège  |

### Judo
Garçons
| Épreuves | Or                    | Argent               | Bronze              |
| -------- | --------------------- | -------------------- | ------------------- |
| −55 kg   | Daviti Lomitashvili   | Murad Aliyev         | Vahe Aghasyan       |
| −55 kg   | Daviti Lomitashvili   | Murad Aliyev         | Roy Rubinstein      |
| −60 kg   | Jochem van Harten     | Nurlan Karimli       | Davit Kareli        |
| −60 kg   | Jochem van Harten     | Nurlan Karimli       | Nazar Viskov        |
| −66 kg   | İbrahim Demirel       | Tobias Fürst Črtanec | Tornike Mosiashvili |
| −66 kg   | İbrahim Demirel       | Tobias Fürst Črtanec | Robert Sorkin       |
| −73 kg   | Joshua de Lange       | Mihajlo Simin        | Artak Torosyan      |
| −73 kg   | Joshua de Lange       | Mihajlo Simin        | Ivan Kazimirov      |
| −81 kg   | Stanislav Korchemliuk | Ismayil Zamanov      | Matīss Zeiļa        |
| −81 kg   | Stanislav Korchemliuk | Ismayil Zamanov      | Gor Karapetyan      |
| −90 kg   | Miljan Radulj         | Nik Purnat           | Rareș Arsenie       |
| −90 kg   | Miljan Radulj         | Nik Purnat           | Archil Mamulashvili |
| −100 kg  | Petre Bogdan          | Francesco Basso      | Joes Schell         |
| −100 kg  | Petre Bogdan          | Francesco Basso      | Geori Baduashvili   |
| +100 kg  | Giori Tabatadze       | Recep Ergin          | Giannis Antoniou    |
| +100 kg  | Giori Tabatadze       | Recep Ergin          | Kanan Nasibov       |

Filles
| Épreuves | Or                    | Argent             | Bronze             |
| -------- | --------------------- | ------------------ | ------------------ |
| −44 kg   | Vera Wandel           | Szabina Szeleczki  | Clara Mermet       |
| −44 kg   | Vera Wandel           | Szabina Szeleczki  | Tanzila Muntsurova |
| −48 kg   | Ilaria Finestrone     | Konul Aliyeva      | Helen Habib        |
| −48 kg   | Ilaria Finestrone     | Konul Aliyeva      | Summer Shaw        |
| −52 kg   | Laura Gómez Antona    | Nikolina Nišavić   | Luca Mamira        |
| −52 kg   | Laura Gómez Antona    | Nikolina Nišavić   | Aydan Valiyeva     |
| −57 kg   | Fidan Alizada         | Julie Beurskens    | Julia Bulanda      |
| −57 kg   | Fidan Alizada         | Julie Beurskens    | Emma Melis         |
| −63 kg   | Kerem Primo           | Adél Kelemen       | Sara Corbo         |
| −63 kg   | Kerem Primo           | Adél Kelemen       | Nele Noack         |
| −70 kg   | Ingrid Nilsson        | Elena Dengg        | Nika Koren         |
| −70 kg   | Ingrid Nilsson        | Elena Dengg        | Nino Gulbani       |
| −78 kg   | Yelyzaveta Lytvynenko | Yuli Alma Mishiner | Mathilda Niemeyer  |
| −78 kg   | Yelyzaveta Lytvynenko | Yuli Alma Mishiner | Fábia Conceição    |
| +78 kg   | Diana Semchenko       | Bintibe Lang       | Morgana De Paoli   |

Mixte,
| Épreuves   | Or | Argent | Bronze |
| ---------- | --- | --- | --- |
| Par équipe | Azerbaijan - Khumar Gasimzade - Konul Aliyeva - Aydan Valiyeva - Fidan Alizada - Nigar Suleymanova - Murad Aliyev - Nurlan Karimli - Eltaj Yusifli - Gadir Huseynov - Ismayil Zamanov - Azhdar Baghirov - Kanan Nasibov | Ukraine - Nazar Viskov - Ivan Kazimirov - Stanislav Korchemliuk - Oleksii Boldyriev - Fedir Yaroshenko - Tetiana Limzaieva - Yuliia Kuzmenko - Alisa Videneieva - Yelyzaveta Lytvynenko - Diana Semchenko | Israel - Sofiia Kuchkova - Noa Bruzhanitsky - Kerem Primo - Gaya Bar Or - Yuli Alma Mishiner - Oren Aharon - Robert Sorkin - Yaniv Agronov - Inbar Gabay                                                    |
| Par équipe | Azerbaijan - Khumar Gasimzade - Konul Aliyeva - Aydan Valiyeva - Fidan Alizada - Nigar Suleymanova - Murad Aliyev - Nurlan Karimli - Eltaj Yusifli - Gadir Huseynov - Ismayil Zamanov - Azhdar Baghirov - Kanan Nasibov | Ukraine - Nazar Viskov - Ivan Kazimirov - Stanislav Korchemliuk - Oleksii Boldyriev - Fedir Yaroshenko - Tetiana Limzaieva - Yuliia Kuzmenko - Alisa Videneieva - Yelyzaveta Lytvynenko - Diana Semchenko | Georgia - Julieta Rodonaia - Mariami Potskhverashvili - Nino Loladze - Nino Gulbani - Daviti Lomitashvili - Davit Kareli - Tornike Mosiashvili - Sandro Akhlouri - Aleksandre Loladze - Archil Mamulashvili |

Source Results

### Natation
Garçons
| Épreuves                    | Or | Or             | Argent | Argent   | Bronze | Bronze   |
| --------------------------- | --- | -------------- | --- | -------- | --- | -------- |
| 50 m nage libre             | Davide Passafaro | 23.25          | Falémana Lopez | 23.32    | Mykyta Kudinov | 23.33    |
| 100 m nage libre            | Nicholas Castella | 51.13          | Lorenzo Ballarati | 51.38    | Zoltán Bagi | 51.42    |
| 200 m nage libre            | Filippo Bertoni | 1:49.68        | Tolga Temiz | 1:51.23  | Nicholas Castella | 1:51.49  |
| 400 m nage libre            | Tolga Temiz | 3:52.99        | Filippo Bertoni | 3:53.02  | Arne Schubert | 3:54.21  |
| 1500 m nage libre           | Filippo Bertoni | 15:21.31       | Emir Batur Albayrak | 15:22.28 | Hunor Kovács-Seres | 15:29.36 |
| 100 m dos                   | Aukan Nahuel Goldin | 56.66          | Daniele Del Signore | 56.80    | Vincent Passek | 56.91    |
| 200 m dos                   | Alex Kováts | 2:02.32        | Daniele Del Signore | 2:03.63  | Denys Mialkovskyi | 2:04.18  |
| 100 m brasse                | Oscar Bilbabo | 1:04.64        | Subajr Biltaev | 1:04.92  | Andrea Miron | 1:05.48  |
| 200 m brasse                | Oscar Bilbao | 2:18.82        | Emilian Hollank | 2:18.86  | Collin van der Hoff | 2:19.47  |
| 100 m papillon              | Ethan Dumesnil | 54.02          | Ivan Harbarchuk | 54.62    | Stefan Krawiec | 54.97    |
| 200 m papillon              | Mykola Kotenko | 2:00.24        | Alessandro Ragaini | 2:02.08  | Samuel Košťál | 2:02.84  |
| 200 m 4 nages               | Jacopo Barbotti | 2:04.37        | Alex Kováts | 2:04.75  | Birnir Freyr Hálfdánarson | 2:05.33  |
| 400 m 4 nages               | Emanuele Potenza | 4:26.22        | Alex Kováts | 4:29.18  | Samuel Košťál | 4:29.49  |
| 4 × 100 m relais nage libre | Italie Alessandro Ragaini (51.85) Davide Passafaro (50.72) Lorenzo Ballarati (50.85) Filippo Bertoni (50.72)               | 3:24.14 record | France Alexandre Chalendar (51.69) Ethan Dumesnil (51.23) Benjamin Tabutaud (52.36) Falémana Lopez (51.08) Roméo-César Fadda-Sauvageot[a]   | 3:26.36  | Serbie Justin Cvetkov (52.60) Ognjen Pilipović (52.24) Matija Radenović (52.87) Petar Popović (50.67)                              | 3:28.38  |
| 4 × 100 m relais 4 nages    | Royaume-Uni Conor Cherrington (56.95) Oscar Bilbabo (1:03.32) Henry Gray (56.71) Stefan Krawiec (50.87) Jake Hutchinson[a] | 3:47.85        | France Marko Karadzic (58.42) Sébastien Capogna (1:05.25) Ethan Dumesnil (54.04) Falémana Lopez (50.66) Noah Juge[a] Alexandre Chalendar[a] | 3:48.37  | Italie Daniele Del Signore (57.25) Andrea Miron (1:05.61) Alessandro Ragaini (55.83) Lorenzo Ballarati (50.73) Davide Passafaro[a] | 3:49.42  |

a   Nageurs n'ayant participé qu'aux séries mais aussi médaillés.
Filles
| Épreuves                    | Or | Or      | Argent | Argent  | Bronze | Bronze     |
| --------------------------- | --- | ------- | --- | ------- | --- | ---------- |
| 50 m nage libre             | Jana Pavalić | 25.61   | Skye Carter | 25.94   | Smiltė Plytnykaitė | 26.06      |
| 100 m nage libre            | Smiltė Plytnykaitė | 55.94   | Jana Pavalić | 56.33   | Skye Carter | 56.66      |
| 200 m nage libre            | Lucija Lukšić | 2:01.95 | Sylvia Statkevičius                                                                                                 | 2:03.65 | Julia Ackermann | 2:03.69    |
| 400 m nage libre            | Julia Ackermann | 4:18.54 | Valentina Procaccini                                                                                                | 4:20.03 | Iman Avdić | 4:20.04 NR |
| 800 m nage libre            | Julia Ackermann | 8:48.51 | Talya Erdogan | 8:57.45 | Antonia Rakopoulou | 8:58.07    |
| 100 m dos                   | Nahia Garrido | 1:02.27 | Aissia Prisecariu                                                                                                   | 1:02.70 | Blythe Kinsman | 1:03.38    |
| 200 m dos                   | Nahia Garrido | 2:15.01 | Aissia Prisecariu                                                                                                   | 2:15.95 | Dóra Szabó | 2:16.37    |
| 100 m brasse                | Nayara Pineda | 1:10.91 | Lucia Principi | 1:11.43 | Havana Cueto Cabrera | 1:11.50    |
| 200 m brasse                | Lucia Principi | 2:30.66 | Nija Gerdej | 2:31.90 | Lena Ludwig | 2:33.38    |
| 100 m papillon              | Alice Domaggio | 1:00.84 | Emmy Hällkvist | 1:01.15 | Martine Damborg | 1:01.26    |
| 200 m papillon              | Alice Domaggio | 2:12.80 | Belis Şakar | 2:15.71 | Virág Zámbó | 2:17.20    |
| 200 m 4 nages               | Phoebe Cooper | 2:18.27 | Belis Şakar | 2:19.12 | Noelle Benkler | 2:19.14    |
| 400 m 4 nages               | Tamara Elekes | 4:52.69 | Martine Damborg | 4:54.82 | Noelle Benkler | 4:54.94    |
| 4 × 100 m relais nage libre | Lituanie Patricija Geriksonaitė (58.26) Sylvia Statkevičius (58.19) Ieva Visockaitė (58.79) Smiltė Plytnykaitė (56.35) Rusnė Vasiliauskaitė[b] | 3:51.59 | Grande-Bretagne Pheobe Cooper (56.91) Isla Jones (1:00.25) Skye Carter (56.69) Ella Homan (58.05) Kianna Coertze[b] | 3:51.90 | Allemagne Zara Selimovic (57.92) Julia Ackermann (59.38) Noelle Benkler (58.11) Klara Sophie Beierling (57.14)            | 3:52.55    |
| 4 × 100 m relais 4 nages    | Italie Giulia Buzzi (1:05.54) Lucia Principi (1:10.14) Alice Dimaggio (1:00.90) Sara Paolina Marconi (57.32) Giulia Passi[b]                   | 4:13.90 | Espagne Estella Tonrath (1:04.34) Nayara Pineda (1:11.58) Nahia Garrido (1:01.48) Sara Mendoza (57.36)              | 4:14.76 | Roumanie Aissia Prisecariu (1:04.16) Brigitta Vass (1:12.62) Eva Paraschiv (1:01.14) Irina Preda (56.89) Ana Sibișeanu[b] | 4:14.81    |

b   Nageurs n'ayant participé qu'aux séries mais aussi médaillés.
Mixte
| Épreuves                    | Or | Or      | Argent | Argent  | Bronze | Bronze  |
| --------------------------- | --- | ------- | --- | ------- | --- | ------- |
| 4 × 100 m relais nage libre | Italie Alessandro Ragaini (51.86) Davide Passafaro (51.15) Sara Paolina Marconi (57.08) Valentina Procaccini (57.61) Lorenzo Ballarati[c]                                 | 3:37.70 | Lituanie Kristupas Trepočka (52.10) Kostas Vaičiūnas (52.71) Smiltė Plytnykaitė (57.07) Patricija Geriksonaitė (56.42)                                    | 3:38.30 | Allemagne Michael Raje (51.92) Simon Reinke (52.66) Zara Selimovic (57.27) Klara Sophie Beierling (56.59)                    | 3:38.44 |
| 4 × 100 m relais 4 nages    | Allemagne Vincent Passek (57.51) Subajr Biltaev (1:04.14) Fee Lukosch (1:02.06) Klara Sophie Beierling (56.74) Emilian Hollank[c] Yara-Fay Riefstahl[c] Zara Selimovic[c] | 4:00.45 | Roumanie Aissia Prisecariu (1:03.31) Darius Coman (1:05.08) Eva Maria Paraschiv (1:01.16) Alexandru Constantinescu (51.17) Robert Badea[c] Irina Preda[c] | 4:00.72 | Grande-Bretagne Conor Cherrington (57.29) Oscar Bilbabo (1:04.02) Skye Carter (1:02.31) Phoebe Cooper (57.26) Oscar Dodds[c] | 4:00.88 |

c  Nageurs n'ayant participé qu'aux séries mais aussi médaillés.

### Tennis
| Épreuves     | Or                                             | Argent                                | Bronze                                |
| ------------ | ---------------------------------------------- | ------------------------------------- | ------------------------------------- |
| Garçons      | Jan Kumštát                                    | Sergio Planella Hernández             | Tom Sickenberger                      |
| Filles       | Renáta Jamrichová                              | Philippa Farber                       | Eva Ionescu                           |
| Double mixte | Slovaquie- Renáta Jamrichová - Daniel Balaščák | Roumanie- Eva Ionescu - Gabriel Ghețu | Pologne- Antonina Czajka - Alan Ważny |

### Volley-ball
| Épreuves | Or     | Argent   | Bronze   |
| -------- | ------ | -------- | -------- |
| Garçons  | Italie | Bulgarie | Tchéquie |
| Filles   | Italie | Turquie  | Pologne  |

## Tableau des médailles
| Rang  | Nation             | Or  | Argent | Bronze | Total |
| ----- | ------------------ | --- | ------ | ------ | ----- |
| 1     | Italie             | 21  | 12     | 14     | 47    |
| 2     | Allemagne          | 9   | 8      | 15     | 32    |
| 3     | Espagne            | 8   | 7      | 4      | 19    |
| 4     | Royaume-Uni        | 7   | 5      | 6      | 18    |
| 5     | Hongrie            | 6   | 9      | 9      | 24    |
| 6     | France             | 6   | 7      | 4      | 17    |
| 7     | Ukraine            | 6   | 6      | 6      | 18    |
| 8     | Roumanie           | 5   | 8      | 6      | 19    |
| 9     | Turquie            | 5   | 8      | 1      | 14    |
| 10    | Pologne            | 5   | 5      | 10     | 20    |
| 11    | Croatie            | 5   | 4      | 0      | 9     |
| 11    | Suède              | 5   | 4      | 0      | 9     |
| 13    | Lituanie           | 4   | 4      | 2      | 10    |
| 14    | Israël             | 4   | 1      | 3      | 8     |
| 15    | Tchéquie           | 3   | 5      | 6      | 14    |
| 16    | Finlande           | 3   | 1      | 3      | 7     |
| 16    | Pays-Bas           | 3   | 1      | 3      | 7     |
| 18    | Azerbaïdjan        | 2   | 4      | 2      | 8     |
| 19    | Danemark           | 2   | 3      | 5      | 10    |
| 20    | Serbie             | 2   | 3      | 1      | 6     |
| 21    | Slovaquie          | 2   | 1      | 3      | 6     |
| 22    | Grèce              | 2   | 1      | 1      | 4     |
| 23    | Belgique           | 2   | 0      | 0      | 2     |
| 24    | Géorgie            | 1   | 0      | 6      | 7     |
| 25    | Suisse             | 1   | 0      | 3      | 4     |
| 26    | Slovénie           | 0   | 4      | 1      | 5     |
| 27    | Bulgarie           | 0   | 3      | 3      | 6     |
| 28    | Estonie            | 0   | 3      | 0      | 3     |
| 29    | Portugal           | 0   | 1      | 4      | 5     |
| 30    | Autriche           | 0   | 1      | 3      | 4     |
| 31    | Lettonie           | 0   | 1      | 2      | 3     |
| 32    | Chypre             | 0   | 1      | 0      | 1     |
| 33    | Arménie            | 0   | 0      | 3      | 3     |
| 34    | Moldavie           | 0   | 0      | 2      | 2     |
| 35    | Bosnie-Herzégovine | 0   | 0      | 1      | 1     |
| 35    | Irlande            | 0   | 0      | 1      | 1     |
| 35    | Islande            | 0   | 0      | 1      | 1     |
| 35    | Malte              | 0   | 0      | 1      | 1     |
| 35    | Norvège            | 0   | 0      | 1      | 1     |
| Total | Total              | 119 | 121    | 136    | 376   |